# ソラニン (曲)
「ソラニン」は、ASIAN KUNG-FU GENERATIONの14枚目のシングル。

## 概要
- 「新世紀のラブソング」以来約4か月ぶりのシングル。
- 「ソラニン」とカップリング曲「ムスタング (mix for 芽衣子)」それぞれともに映画『ソラニン』のメインテーマ、エンディングテーマ曲に選ばれ、「ソラニン」は映画の中で、出演者の宮崎あおいと高良健吾が歌うシーンも見られる。
- 初回盤にはジャケット同絵柄のステッカーが封入。
- 2013年9月14日、デビュー10周年に行われた「ファン感謝祭」では、事前のリクエストファン投票で上位に選ばれた曲を演奏。「ソラニン」は、その第1位に選ばれた(メンバー間投票では40位)。「ムスタング」は7位であった[2]。
- 2019年10月21日～10月27日放送のKBS京都「京都・時の証言者」で2010年のBGMとして使用。

## 収録曲
1. ソラニン (4:34)
（作詞：浅野いにお 作曲：後藤正文）
アスミック・エース エンタテインメント配給映画『ソラニン』メインテーマ。
歌詞は、映画の原作に登場する楽曲「ソラニン」の歌詞を一部編集した上で後藤が曲を乗せたものであるため、表記上、メジャーデビュー以降では初めてメンバー以外の人物による作詞となっている。
6thオリジナルアルバム『マジックディスク』にも収録されたが、アルバムのテーマと異なり、メンバー以外の人物が作詞したため、エキストラトラックとして収録された(配信版にも収録されている)。
アーケードゲーム『REFLEC BEAT』に収録された。
2021年に出演した「THE FIRST TAKE」にこの楽曲で出演した。
2. ムスタング (mix for 芽衣子) (5:08)
（作詞：後藤正文　作曲：後藤正文・山田貴洋　ミックス：高山徹）
アスミック・エース エンタテインメント配給映画『ソラニン』エンディングテーマ。
後藤が原作の『ソラニン』にインスパイアされて書き下ろした曲である、アルバム『未だ見ぬ明日に』収録曲「ムスタング」のリミックスバージョンである。
2018年に行われたツアー「BONES & YAMS」では一部公演のアンコールにてこのバージョンで披露された。

全編曲：ASIAN KUNG-FU GENERATION

## 収録アルバム
- マジックディスク (#1)
- BEST HIT AKG (#1)
- フィードバックファイル 2 (#2)